# Amulett des Bösen
Amulett des Bösen (Originaltitel: Manhattan Baby / Eye of the Evil Dead) ist ein italienischer Horrorfilm aus dem Jahr 1982 unter der Regie von Lucio Fulci. Die Hauptrollen spielen Christopher Connelly und Carlo De Mejo.

## Handlung
Während eines Urlaubs in Ägypten erhält die neunjährige Susie Hacker von einer mysteriösen blinden Frau ein Amulett. Kurz darauf wird ihr Vater George, ein Archäologe, beim Betreten eines bisher unerforschten Grabes von einem blauen Licht geblendet. Nach ihrer Rückkehr nach New York beginnt George, sein Augenlicht wiederzuerlangen. Susie, ihr jüngerer Bruder Tommy und das Kindermädchen Jamie Lee werden durch das Amulett beeinflusst und erhalten Zugang zu übernatürlichen Dimensionstoren. Seltsame Todesfälle ereignen sich in ihrer Umgebung, scheinbar verursacht durch das Amulett.

## Entstehung
Die Dreharbeiten fanden von März bis April 1982 in Kairo, New York und den De Paolis Studios in Rom statt. Ursprünglich war ein höheres Budget geplant, doch während der Produktion wurde es halbiert. Fulci wollte einen atmosphärischeren Film mit optischen Spezialeffekten schaffen, im Gegensatz zu den praktischen Effekten seiner vorherigen Werke. Das Drehbuch, ursprünglich unter dem Titel Il malocchio (Der böse Blick), wurde von Dardano Sacchetti und Elisa Briganti verfasst.
Der Name der Figur Adrian Marcato wurde aus Rosemaries Baby übernommen. Der Titel Manhattan Baby wurde ebenfalls vom Inhalt des Polanski-Films abgeleitet, obwohl Regisseur Lucio Fulci den Titel hasste. Der Titel wurde in den USA zu Eye of the Evil Dead umgearbeitet, angelehnt an Sam Raimis Klassiker The Evil Dead.

## Veröffentlichung
Amulett des Bösen wurde am 12. August 1982 in Italien veröffentlicht und erzielte dort Einnahmen von 409.424.657 Lire. In den USA wurde der Film 1984 unter dem Titel Eye of the Evil Dead veröffentlicht, jedoch nur in ausgewählten Kinos. In Großbritannien erschien er 1983 direkt auf Video unter dem Titel The Possessed.
Auf der deutschen VHS fehlen 35 Sekunden. Inzwischen gibt es den Film in Deutschland sowohl ungekürzt als auch um etwa zwei Minuten geschnitten auf DVD.

## Rezeption
Zeitgenössische Kritiken fielen überwiegend negativ aus. Kim Newman vom Monthly Film Bulletin bezeichnete den Film als Fulcis „kleinstes, persönlichstes Genre-Werk“, kritisierte jedoch das Drehbuch, die Schauspielerei und das langsame Tempo. Aldo Vigano von La Stampa fand den Film "unüberzeugend und vorhersehbar", während Leonardo Autera von Corriere della Sera bemängelte, dass Fulci im Gegensatz zu Mario Bava keine innere Logik in das Absurde bringe. Rückblickend wurde der Film von AllMovie als einer von Fulcis schlechtesten bezeichnet.